# Cintura

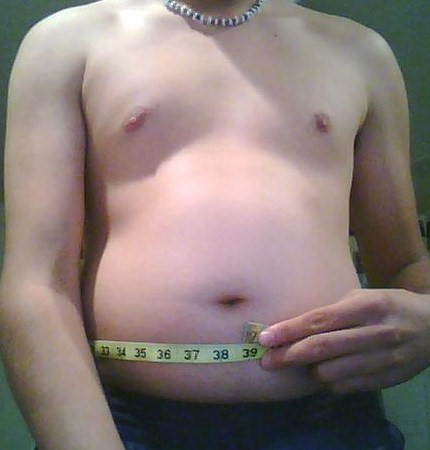
Linha de cintura de obeso.

Cintura é a parte do corpo dos vertebrados onde articulam-se os membros. Os membros superiores encontram-se associados à cintura escapular que são o tórax, abdômen ou abdómen e a pelve ou pélvis. Enquanto os inferiores são inseridos na cintura pélvica que é o quadril, pernas, coxas, e pés. As cinturas podem apresentar também certo grau de rotação em relação ao eixo da coluna vertebral, amplificando os movimentos dos membros.
No vocabulário popular, reconhece-se como cintura apenas a cintura pélvica, mais especificamente a constricção acima do quadril, entre a parte posterior da caixa torácica e o osso da pelve.

## Recorde
No Brasil, a RankBrasil registrou o recorde de menor cintura do país, no dia 10 de agosto de 2014, para a curitibana Narumi Sloski Nataiama, com apenas 47 cm de circunferência.